# Teòfil d'Edessa
Teòfil d'Edessa (en àrab: ثوافل ابن توما, Thāwafil ibn Tūmā; 695-785) fou un erudit sirià del segle viii. Tot i que cristià convençut, treballà en la cort del califa Al-Mahdí de Bagdad com a astròleg i erudit. Teòfil era molt culte i tenia bon coneixement de la literatura grega. Sembla que estava familiaritzat amb escrits astrològics perses i tal vegada indis. Va escriure moltes obres, incloses traduccions d'escrits grecs al siríac, tractats astrològics i una crònica, que arribà fins a mitjan segle viii. La seua activitat se centrà en l'animat entorn intel·lectual dels cristians sirians, fins i tot sota domini islàmic. Les seues obres foren consultades per autors posteriors, però no s'han conservat pas íntegrament.
S'ha confirmat que la seua crònica, ara perduda, la va utilitzar el bisbe sirià Dionís de Tell Mahre i altres historiadors i és una font important per a la història del segle VII i començament del VIII en l'Orient Pròxim. És molt probable que part del seu material estigués també a disposició del cronista romà d'Orient Teófanes el Confessor, mitjançant una font intermèdia.

## Biografia

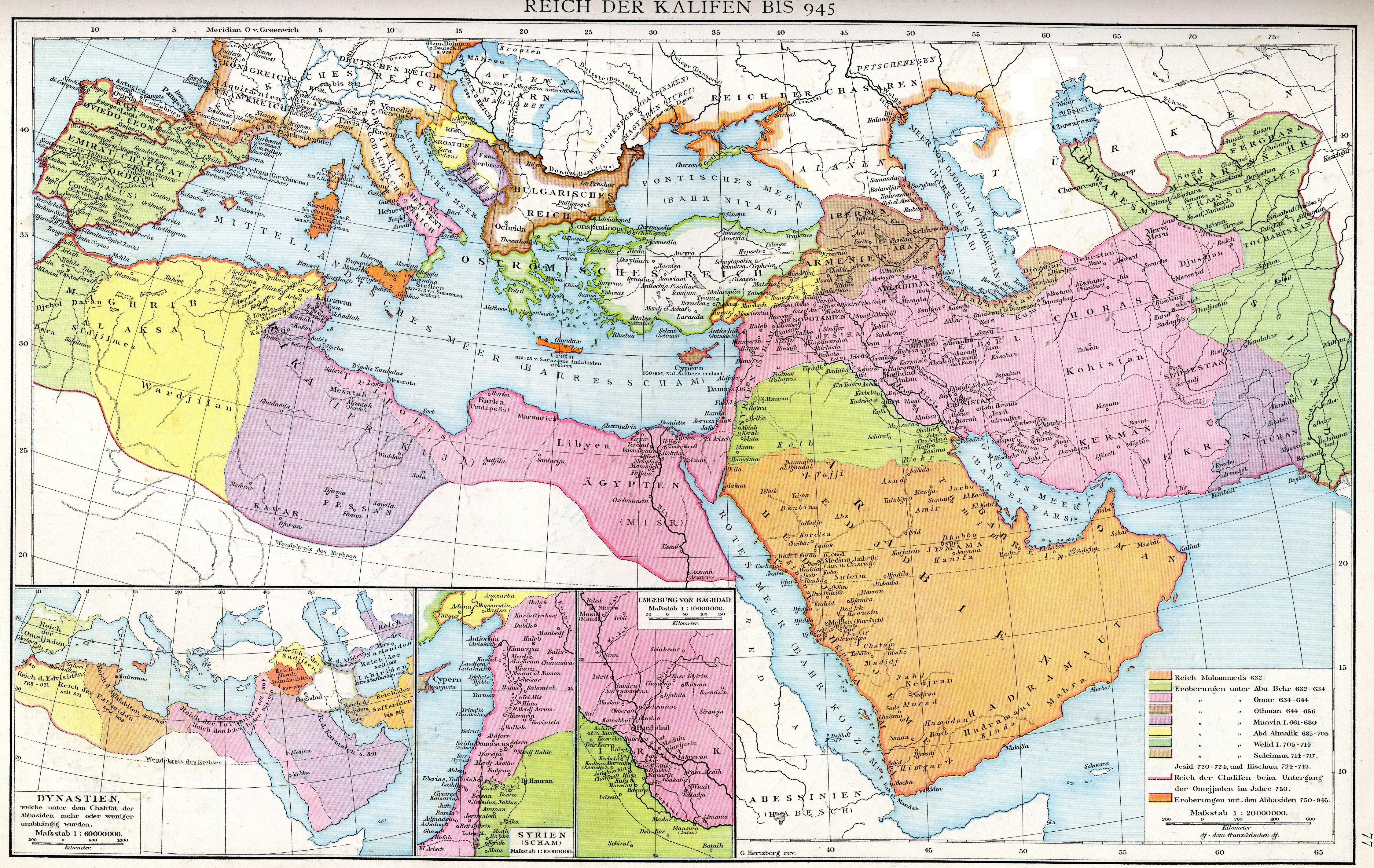
L'expansió islàmica fins al 945 (segons el Handatlas de Gustav Droysen, 1886)

Se sap molt poc sobre la vida de Teòfil. Era fill d'un tal Tomàs (d'ací prové el nom àrab Thawafil ibn Tuma) i procedia de la important ciutat siriana d'Edessa (ara Sanliurfa), que era sota la influència del califat. Ja en la tercera i quarta dècada del segle vii, els àrabs musulmans havien conquerit les províncies orientals de l'Imperi Romà d'Orient i fins i tot havien aixafat la segona gran potència de l'antiguitat tardana, l'Imperi persa sassànida. Fins a començaments del segle viii el nord d'Àfrica i la península Ibèrica foren conquistats a l'oest, mentre que la frontera de l'Índia es va aconseguir a l'est. Assetjada simultàniament per àvars, eslaus i búlgars del nord, i àrabs del sud-est, Constantinoble es va retirar a les franges costaneres dels Balcans i defensà Àsia Menor. Del 674 al 678 i novament del 717 al 718, la capital fou assetjada pels àrabs, abans que s'estabilitzàs la situació entre l'imperi i el califat, en què des de mitjan segle viii  governaven els abàssides.
La gran majoria de la població de l'Orient Pròxim i el nord d'Àfrica encara era cristiana en aqueix moment. Com molts altres cristians de l'imperi califal, Teòfil sembla haver-se adaptat a la situació política, sobretot perquè l'Imperi Romà d'Orient havia perdut el control de l'àrea de Síria i Mesopotàmia del Nord molt abans que ell nasqués. Teòfil era un erudit i, a més del seu siríac nadiu, parlava grec amb fluïdesa. Fou considerat un excel·lent astrònom, però potser això es dega més aviat a les seues activitats astrològiques. Es veu en les seues obres que era un cristià convençut. Segons informes posteriors, es va dir que havia estat maronita, però no és clar si és cert. A causa de la seua bona reputació, estigué actiu en la cort del califa a Bagdad en l'època d'Al-Mansur (754-775). Teòfil aparentment no va veure el seu treball per a un governant musulmà com una contradicció amb les seues creences personals, sobretot perquè els erudits cristians no eren estranys en la cort del califa i fins i tot els bisbes cristians mantenien bons contactes amb les autoritats musulmanes. Amb el califa Al-Mahdí (775–785), Teòfil arribà a ser astròleg de la cort i va comptar amb el favor especial del califa. Una carta al seu fill Deukalion mostra que fins i tot va acompanyar el califa en una campanya a l'est de Pèrsia. Teòfil degué morir al juliol de 785 a l'edat de 90 anys.

## Obres

### Traduccions
Teòfil fou actiu com a traductor, i formà part de la tradició dels erudits sirians -ja existent en l'Antiguitat tardana- que s'ocupaven de la cultura i la ciència gregues. Les obres siríaques tingueren un paper important en la recepció del coneixement grec per part dels àrabs. Les traduccions de Teòfil no s'han conservat pas, només es coneixen per esments d'altres autors. Teòfil va estudiar, entre d'altres, d'Aristòtil, les Refutacions sofístiques, que va traduir al siríac. La seua versió siríaca formà la base per a una traducció àrab posterior. Entre les obres gregues que va traduir al siríac hi ha el tractat d'higiene De tuenda sanitate ('Sobre la preservació de la salut') del famós metge grec Galé, que sembla haver despertat un interés particular entre els erudits sirians durant aquest període. L'erudit i traductor cristià àrab Hunayn ibn Ishaq (Johannitius), actiu en el segle ix, jutjà, però, durament a Teòfil: «Teòfil ar-Ruhawi va traduir aquest llibre al siríac, i fou patètic i dolent».
L'important erudit sirià Gregori Bar informava en el segle xiii que Teòfil, a qui descrigué com un erudit famós, havia traduït «els dos llibres d'Homer sobre la conquesta de la ciutat d'Ílion». En conseqüència, Teòfil sembla haver traduït si més no parts de la Ilíada i potser també de l'Odissea al siríac, però res d'això sobreviu hui. Alguns estudiosos també assenyalen que la interpretació de la informació de Gregori Bar no és pas clara: ¿Teòfil edità la Ilíada completa, només els dos primers cants, o potser una escriptura fosca que circula només sota el nom d'Homer? Tot això continua obert, almenys aquest escrit no sembla haver estat rebut.

### Obres astrològiques
Teòfil deu molt a la seua reputació com a astrònom erudit, tot i que sembla que va utilitzar el seu coneixement astronòmic sobretot per al seu treball astrològic. Va escriure quatre tractats astrològics, una part significativa dels quals ens ha pervingut. Aquests incloïen un tractat de 30 capítols sobre "efectes astrològics" dedicat al seu fill Deucalió, en el qual sembla haver-se inspirat en els astròlegs indis, entre d'altres. Un altre treball descriu les regles a les quals cal atenir-se en relació amb les dotze cases astrològiques; Doroteu de Sidó i Hefestió de Tebes li serviren com a fonts importants (segle IV). Aquest treball va ser citat per erudits en Harran en el segle ix. Teòfil també va escriure un tractat sobre prediccions mensuals i anuals i les definicions del començament de l'any entre egipcis, grecs, perses i àrabs.
El quart i sembla que més influent tractat, Peri katarchon (Sobre els començaments) en 41 capítols, del qual hi havia dues versions, fou popular entre els autors musulmans posteriors. Aquesta obra també li la dedica al seu fill. Va ser escrita després de la fundació de Bagdad el 762 i tractava de presagis de rellevància militar. Com probablement totes les seues obres astrològiques, el tractat fou escrit en grec. En la introducció, Teòfil explica que es poden assignar certes propietats als respectius planetes per l'energia que n'emana: Mart està associat a la guerra, Mercuri a la parla, Saturn a l'agricultura i Venus a l'amor; les seues energies són variades i tenen diferents efectes. Ell mateix hauria consultat escrits i feia observacions sobre les implicacions astrològiques de l'acció militar, sobretot pel que feia al començament de les campanyes. És l'únic text grec conegut de l'edat mitjana que tracta de l'ús de l'astrologia amb finalitats militars. L'obra fou traduïda a l'àrab i sembla que també es coneixia en l'Imperi Romà d'Orient, en què va atraure l'atenció de l'astròleg de la cort romana d'Orient, Pancraci, a la fi del segle viii.
S'ha demostrat que Teòfil no sols va utilitzar obres gregues per als seus escrits astrològics, sinó que també va recórrer a fonts sassànides ara perdudes. Les consideracions dels astròlegs indis, als quals degué conéixer per fonts sassànides intermèdies, també semblen haver-lo influenciat. Teòfil no fou pas un autor innovador; va resumir, però, els coneixements de diferents obres. Hagué de justificar les seues idees teològiques cristianes per escrit contra els atacs d'altres cristians. Això degué va succeir pels seus treballs astrològics, en què mostrà els seus interessos filosòfics i s'esforçà per harmonitzar les seues creences cristianes i les astrològiques.
La transmissió de les obres astrològiques de Teòfil és prou complexa i es divideix bàsicament en tres branques. La primera consta del manuscrit "L" (Biblioteca Medicea Laurenziana Gr. 28, 34), copiat cap a l'any 1000, i el manuscrit "W" (Viena, Biblioteca Nacional d'Àustria, Phil. gr. 115) del segle xiii. Tots dos segueixen una plantilla comuna ara perduda, i inclouen parts de les obres esmentades abans. La segona branca, composta per "A" (París, Biblioteca Nacional de França, supl. gr. 1241) i "I" (Vaticà, Biblioteca Vaticana, Vaticanus graecus, 212), fou copiada cap al 1400 i inclou un índex amb part de l'escriptura militar i de l'obra sobre regles de vida. Parts de totes dues obres, sobretot la major part del treball militar i parts dels escrits sobre efectes astrològics, també estan contingudes en la tercera branca, que es troba en el molt mal conservat manuscrit "P" (París, Biblioteca Nacional de França, gr. 2417) del segle xiii.
Teòfil fou un important estudiós de l'astrologia de la seua època, i els seus treballs i d'altres en aquest camp foren més tard rebuts i van influir en els autors àrabs. Entre els seus deixebles hi havia un tal Stephanos, que venia de Pèrsia i després va treballar a Constantinoble. A la ciutat, Stephanos degué transmetre els pensaments del seu mestre.

### La crònica perduda de Teòfil
De les obres de Teòfil, la seua crònica, que degué escriure en siríac, és d'interés per a la recerca històrica. Tot i que l'obra no s'ha conservat, sembla que fou utilitzada (directament o indirecta) per historiadors posteriors, com ara, per Dionís de Tell Mahre en la seua obra històrica escrita del c. 845. El treball de Dionís també es va perdre; Teòfil, però, s'esmenta com a font en els fragments supervivents. Dionís comentà que havia utilitzat les parts de les cròniques que li semblaven de confiança. El més probable, tanmateix, és que Teòfil fos la seua principal font fins a mitjan segle viii. Transmesa per Dionís, la crònica va servir a Miquel el Sirià a la fi del segle xii, que es basà en ell, així com en l'autor anònim de la Crònica de 1234. Això també està provat per diverses concordances parcialment literals. En el segle x l'àrab cristià Agapius de Hieràpolis també consultà la crònica: esmenta expressament Teòfil com una font important. A més, Bar-Hebraeus va escriure sobre Teòfil i les seues cròniques: «En aquest temps era famós Teòfil d'Edessa, fill de Tomàs. […] Va escriure un meravellós llibre sobre cronologia en siríac, tot i que hi va insultar i va acusar els ortodoxos».

#### Teòfanes i els cronistes sirians. Teòfil com a font comuna
En la dècada dels 1990, Lawrence Conrad presentà per primera volta la tesi que la Crònica de Teòfil no sols havia estat utilitzada pels autors que ja eren coneguts, sinó que el seu material també havia influït en la historiografia romana d'Orient. La crònica de Teòfanes el Confessor, escrita cap al 815, i la seua anomenada “font oriental” hi juguen un paper central.
Teòfanes va escriure, en principi, la continuació de la important crònica mundial romana d'Orient del seu amic Jordi Sincel·le, que havia viscut en l'àrea palestinosiriana durant uns anys abans d'arribar a Constantinoble. Les seues cròniques estaven destinades a cobrir des de la creació fins a la primeria del segle ix, però només hi pogué arribar fins a l'any 284. Jordi Sincel·le, però, li va donar materials a Teòfanes sobre el període següent, i després va escriure la crònica per al lapse de l'any 284 al 813, que és la font romana d'Orient més important per al període del voltant del 640. Cyril Mango i altres investigadors suposen que la Crònica de Teòfanes es basa en gran manera en el treball preparatori de Sincel·le.
Els acadèmics saben des de fa molt de temps que Teòfanes, per a la descripció dels segles VII i VIII, s'ha d'haver basat sovint en una font oriental, òbviament siríaca (tot i que en traducció grega). Aquesta s'accepta hui perquè és l'única manera d'explicar les semblances entre Teòfanes i els cronistes sirians esmentats. Aquests no tenien pas accés a Teòfanes i, sovint, són molt més detallats que ell. En les seccions rellevants de la seua crònica de l'any 630 al 750, Teòfanes tenia informació de confiança sobre les conquestes àrabs i els esdeveniments en el califat, inclosos detalls etnogràfics i topogràfics correctes. Aquestes descripcions procedeixen d'una font desconeguda per a l'historiador romà d'Orient Nicèfor, que va escriure abans que Teòfanes. Aquesta font oriental es basa sobretot en una obra (molt probablement d'origen sirià) que hui se sol equiparar a la Crònica de Teòfil.
No és clar, però, amb quina precisió Teòfanes reprodueix el relat original. Se sap que sovint escurça i reestructura els materials de manera selectiva. Va procedir de la mateixa manera amb la font oriental, en què es va elaborar material de Teòfil. No és pas clar com Teòfanes va aconseguir aquest document. El més probable és que Jordi Sincel·le ja tingués el material en qüestió, o era una traducció grega de la Crònica de Teòfil, o passatges rellevants d'aquesta, o el mateix Sincel·le la va traduir. Aquesta obra, aquesta font oriental, contenia també una continuació fins a l'any 780. Sincel·le li va donar a Teòfanes la seua recopilació de material i, per tant, li va proporcionar una font valuosa per als fets de l'Orient Pròxim, i especialment del califat, que no era pas accessible a altres historiadors romans d'Orient. És per això que es pot parlar d'una transferència de coneixement des de l'àrea siriana, on també en els segles VII i VIII es va conrear la cultura grega, cap a Constantinoble. Molt del que se sap sobre la història de l'Orient Pròxim d'aqueix temps per la crònica de Teòfanes, es deu a la crònica de Teòfil.
Maria Conterno ha intentat demostrar que les cròniques de Teòfil no eren la principal font assumida de Teòfanes. Per tant, les comparances de text suggeririen que Teòfanes processà diferents fonts i que, per tant, la situació de la font és molt més complexa. No és clar, però, quant del contingut es basa en quin tipus de fonts. En qualsevol cas, la font siríaca comuna (i molt probablement la crònica de Teòfil) hi haurà jugat un paper important.

#### Estructura i contingut

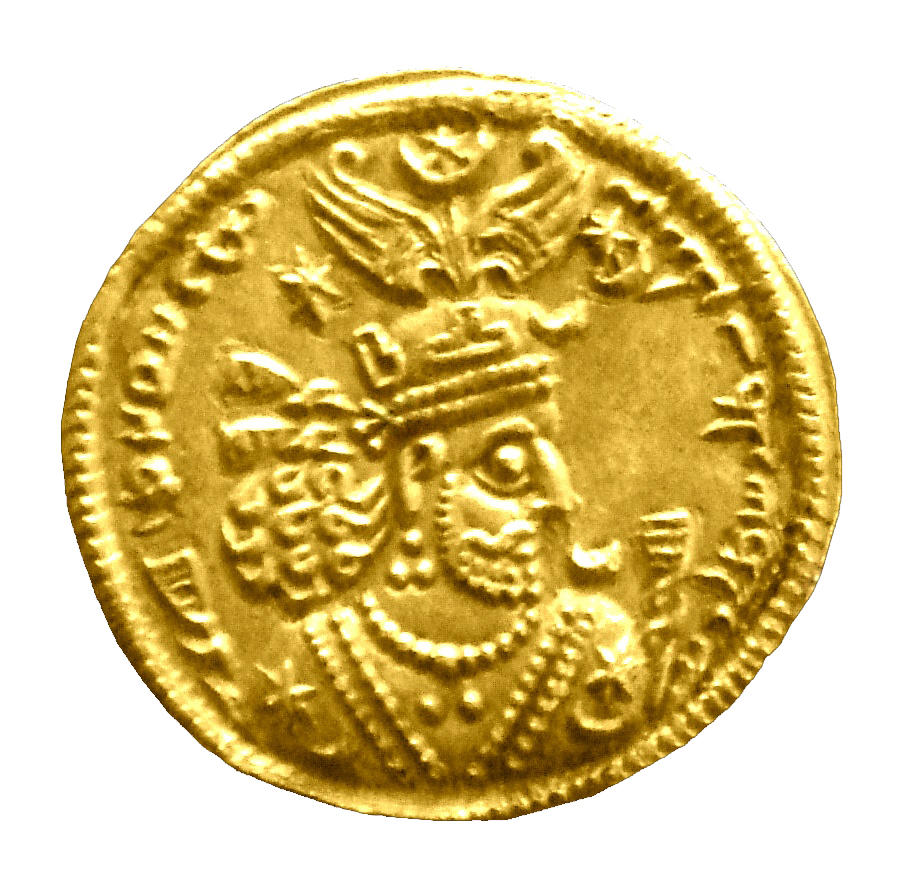
Representació del rei sassànida Còsroes II en una moneda persa. La crònica de Teòfil devia començar amb el seu regnat

El període cobert per la crònica de Teòfil no pot pas definir-se clarament. La tesi que el material de l'obra històrica de Teòfil s'havia incorporat a una altra crònica maronita ara es rebutja. A voltes s'ha considerat que començaria amb el "principi de la creació", com la crònica de Jordi Sincel·le, però és molt poc probable. A causa d'unes semblances, Robert G. Hoyland, que fou el primer que feu una revisió exhaustiva i crítica de les fonts del material sobre Teòfil, assumeix que la crònica comença al voltant de l'any 590 i acaba al voltant del 754-55. Altres acadèmics també han expressat opinions semblants, com ara James Howard-Johnston. El punt de partida, per tant, coincideix amb l'inici del regnat del rei sassànida Còsroes II, el darrer rei persa important, que també juga un paper rellevant en la tradició oriental. Coincidiria amb el fet que l'historiador de l'Antiguitat tardana Joan d'Epifania va descriure el temps fins a Còsroes en la seua obra històrica, que ara s'ha perdut, a excepció d'un fragment. Possiblement l'hel·lenòfil Teòfil, que segons Agapi posava l'accent en la presentació de les seues pròpies observacions, va voler vincular-se amb els historiadors de l'Antiguitat tardana, que valoraven sobretot el principi de l'autòpsia, central des de Tucídides. El final de l'obra coincideix amb la pujada al tron del califa al-Mansur (754), el fundador de Bagdad, durant el regnat del qual s'estabilitza el domini abbàssida. Això pot haver-li semblat a Teòfil una data de tancament escaient.
Aparentment, l'obra no estava estructurada com a annals. Teòfil va donar poca importància a la data exacta dels esdeveniments individuals, per la qual cosa Teòfanes sembla haver tingut problemes per a assignar fets individuals a un any concret. El material, però, estava ordenat cronològicament. Com la majoria dels cronistes sirians, Teòfil probablement va datar d'acord amb l'era selèucida i hi afegí informacions sobre esdeveniments importants i els anys dels regnats dels emperadors i després dels califes dins d'aquest marc.
És difícil dir en casos particulars quins fets es descriuen en la crònica. En comparar el relat de Teòfanes amb les obres àrabs i sirianes abans esmentades, es pot determinar amb certesa raonable quins informes adoptaren Teòfanes, Dionís o els historiadors sirians posteriors, i Agapi, però l'omissió o una representació distorsionada d'un fet en aquestes fonts no permet pas la conclusió que també va ser passat per alt per Teòfil. Més aviat es pot suposar que la crònica originària era molt més detallada que totes les avaluacions posteriors. És probable que la proporció d'esdeveniments relacionats amb Constantinoble haja estat considerablement menor que la dels fets de l'àrea oriental, i més tard del califat. El focus geogràfic n'era l'àrea del nord de Síria i Mesopotàmia. Aparentment, els respectius autors han escurçat l'original més detallat segons el seu interés en episodis concrets. Això ho demostra els passatges que en gran manera corresponen en termes de contingut a certs fets, però que es descriuen amb diferent detall, tot i que la base n'és la mateixa narració que es remunta a Teòfil. Per exemple, Teòfanes explica fil per randa la batalla dels Pals de l'any 655 i els seus antecedents, que les fonts sirianes tracten només breument, tot i que, com demostra el relat d'Agapi, totes dues tradicions es basen en la crònica de Teòfil. Al seu torn, els cronistes sirians s'interessaren més pels fets del califat (com la Primera Guerra civil del 656) que a descriure el període de les conquestes àrabs, el qual Teòfanes relata prou breument.
Els intèrprets de la crònica semblen haver-hi fet, en alguns casos, correccions tendencioses. La pèrdua de poder dels germans de l'emperador Constantí IV Pogonat i la subsegüent suposada conspiració contra ell es presenten de manera totalment diferent en Teòfanes i en les fonts orientals basades en Teòfil. Si bé Teòfanes fa l'efecte que Constantí volia governar només, els informes sirians emfasitzen el govern conjunt dels tres germans. Només més tard Constantí va despullar els germans per a assegurar la successió del seu fill, el més tard emperador Justinià II Rinotmet. A causa de les semblances entre el relat de Teòfanes i els informes de les fonts sirianes, es pot suposar que Teòfanes edità, si més no parcialment, el text originari i hi feu canvis. En general, això no és pas aplicable, perquè Teòfanes sovint adoptava el material paraula per paraula de la seua font respectiva. El processament de les seues fonts continua sent controvertit, però és clar que va arranjar la narrativa, si més no en part, de manera específica, i hi incorporà els seus propis punts de vista i, per tant, no sempre reprodueix fidelment l'original. Un exemple de la seua descripció a voltes molt subjectiva és la dels emperadors iconoclastes de la dinastia siriana isàurica, sobretot Lleó III i Constantí V Coprònim, que van tenir èxits militars, però són retratats molt negativament per Teòfanes a causa de la seua política religiosa. Els autors sirians i Agapi, d'altra banda, semblen ser en general més precisos en reflectir les declaracions originàries de la crònica.
Segons l'estat actual de la recerca, algunes descripcions dels historiadors abans esmentats es remunten amb un alt grau de probabilitat a la crònica de Teòfil com a font originària. Aquest és un breu resum dels passatges coincidents en Teòfanes, Miquel Syrus, la Crònica del 1234 i Agapi. L'assignació de passatges coincidents és, però, incerta per als fets anteriors a l'any 630, perquè n'hi ha incerteses considerables respecte a l'origen i la transmissió del material. A més a més, Teòfanes es basà en altres fonts per al principi del segle vii, i en part per al període posterior al 678, mentre que Dionís també hi donà informació addicional.
En la crònica, Teòfil incorpora el seu punt de vista personal i en fa avaluacions, però és notable que no hi haja signes de crítica cristiana al govern islàmic d'Orient. Teòfil descriu tant les victòries com les derrotes dels romans d'Orient sense passar intencionalment res per alt, tot i que és possible que les polítiques religioses dels emperadors no sempre hagen tingut la seua aprovació. Com a cronista que va viure en el califat, pogué oferir una visió majoritàriament bipartidista. En narra la història política, entreteixint episodis anecdòtics. També n'hi ha informes d'esdeveniments inusuals com ara desastres naturals o un eclipsi solar.
- 590: el rei sassànida Còsroes II fou enderrocat del tron per l'usurpador Vararanes VI, abans de recuperar el poder amb el suport romà d'Orient el 591. Els anys següents estan marcats per un compromís entre romans i perses, abans que l'emperador Maurici, patró de Còsroes, fos assassinat el 602.
- 602/603 a 628/30: La “darrera guerra de l'antiguitat” (Howard-Johnston) entre romans i sassànides. El 603 Còsroes II comença les hostilitats. Les tropes perses conquisten Síria i Egipte el 619. El 622 l'Imperi Romà d'Orient contraataca sota l'emperador Heracli, que guanya la batalla de Nínive a finals del 627. Poc després, Còsroes és enderrocat i assassinat pel seu fill Cobades II, i després hi ha un tractat de pau entre Constantinoble i Ctesifont. Teòfil sembla haver tractat la primera fase de la guerra amb brevetat, però el període des del 622 serà molt més detallat. Potser quedà particularment impressionat pel reeixit contraatac d'Heracli. Teòfil hi introdueix tres apèndixs que es referien a Edessa (rebel·lió de Narsés, represàlies perses i, en acabant, restauració del domini romà d'Orient).
- Mahoma i el començament de l'expansió àrab al voltant del 633/34: Teòfil informa prou correctament sobre Mahoma i el seu missatge religiós, sense polèmiques antiislàmiques recognoscibles. Després descriu les conquestes àrabs. El seu relat es divideix en tres parts: primer, la pèrdua de Síria i Palestina; segon, la conquesta àrab de Mesopotàmia i Egipte; i tercer, la visita del califa Úmar ibn al-Khattab a Jerusalem i nous avanços àrabs. En aquesta part de la crònica s'amplia l'horitzó geogràfic de la presentació. Teòfil detalla la conquesta d'Egipte i discuteix la situació al nord d'Àfrica romà d'Orient. També descriu la conquesta àrab de Damasc (el 635) i el final de l'Imperi sassànida (642 i 651 respectivament).
- La conquesta de Rodes (654) i la batalla dels Pals (655): després de conquistar Rodes, diuen que els àrabs van vendre el metall del caigut Colós de Rodes a un comerciant jueu d'Edessa. Després ve el preludi de la batalla dels Pals: la història dels "fills de Bukinator" que maten un emir de la Trípoli fenícia, alliberen els presoners cristians i incendien vaixells àrabs. Georgui Ostrogorski hi veu elements d'una epopeia heroica popular. Després es descriu la batalla en què la flota romana d'Orient sota el comandament de l'emperador Constant II pateix una aclaparadora derrota, després de la qual Constantinoble perd la supremacia naval a la Mediterrània oriental durant un temps.
- Hi ha conflictes àrabs interns en el califat: l'assassinat del califa Uthman ibn Affan (656) i la posterior Primera Guerra civil en el califat. Descripció del posterior assassinat d'Ali i el canvi de govern a la casa dels omeies el 661. En aquesta part, la interpretació d'alguns rerefons en Teòfil es desvia de la perspectiva islàmica tradicional.
- Es presenten esdeveniments posteriors a Constantinoble i el califat a la fi del segle VII i començaments del VIII. L'atenció se centra en els conflictes militars entre els dos imperis. Les campanyes àrabs, inclosa l'expansió al nord d'Àfrica i dos llocs fallits de Constantinoble (els 674 a 678 i 717 a 718) es descriuen fil per randa. També s'esmenta l'Imperi khàzar, com a nova potència al nord del Caucas. Es descriu l'evolució de la política interna en tots dos regnes, i Teòfil demostra estar millor informat sobre el que estava succeint al califat. S'entreteixeixen descripcions de fenòmens celestes (inclòs un eclipsi solar el 693), que reflecteixen l'interés astronòmic de Teòfil, i esments d'inundacions, terratrèmols i plagues. Altres temes inclouen la construcció de la Gran Mesquita dels Omeies de Damasc i la confusió sobre la data exacta de la Pasqua.
- La part final està formada per la represa de la Guerra Civil àrab i l'ascens dels abbàssides (del 744 al 754/55 si fa no fa). S'informa d'un albirament de cometes i aixecaments en diverses ciutats del califat el 745 i 745/46, respectivament, i el començament de l'aixecament d'Abu Muslim a l'est de l'Iran (747). Un fort terratrèmol sacseja Síria i Palestina el mateix any en què Abu 'l-Abbas as-Saffah es proclama califa (749). A l'any següent, el califa omeia Marwan II és derrotat en una batalla al riu Zab i l'assassinen mentre intentava escapar. S'informa sobre l'assassinat de molts seguidors omeies, aixecaments fallits contra els abbàssides i avanços romans d'Orient en territori àrab (750/51). Al-Mansur esdevé el segon califa abbàssida (754) i elimina Abu Muslim (755).

#### Avaluació
Una avaluació de la Crònica de Teòfil és difícil a causa de la tradició desfavorable, sobretot perquè gran part de l'obra s'ha perdut i no es pot pas reconstruir. Se'n poden, però, determinar certes característiques. La història política estava en primer pla, el cronista prestà poca atenció a la història de l'Església. Teòfil sembla haver estat particularment interessat en els fets militars i diplomàtics. La crònica, que no estava estructurada de manera annalística, també oferia una presentació prou àmplia dels esdeveniments polítics interns del territori romà, però més encara del califat. També hi hagué addicions a la història local d'Edessa i digressions, per exemple, sobre fenòmens naturals, la construcció de mesquites i esglésies i sobre catàstrofes. Sembla que a Teòfil li agradaven les anècdotes sobre temes com ara intrigues polítiques d'Edessa durant l'ocupació persa, el setge de Constantinoble (626) o els antecedents de la batalla dels Pals. La Crònica presentà sobretot una història de l'Orient Pròxim del voltant del 590 al voltant del 755 i se centrà a l'àrea de Síria i Mesopotàmia; s'hi consideraren només els esdeveniments de la Mediterrània oriental. El treball sembla, en general, relativament fiable, tenint en compte els testimoniatges d'usuaris posteriors.
James Howard-Johnston ha assenyalat respecte al segle vii les semblances amb altres narracions, per més que Teòfil va oferir informació afegida d'importància en qüestions locals. Howard-Johnston també indica que Teòfil fou selectiu en descriure la Gran Guerra persa que esclatà al 603, amb especial atenció al seu lloc d'origen, però ocupant-se a penes del teatre de guerra armeni i només esplaiant-se breument sobre la conquesta d'Egipte pels perses. La crònica, però, no se centra en Edessa, perquè hi ha relativament poc sobre la seua ciutat natal en els relats dels usuaris posteriors de la seua obra. Tanmateix, aquests passatges potser no s'hi inclogueren per la seua rellevància limitada. En la primera part de la crònica Teòfil comet errors, per exemple, el general persa Farruchan en realitat rebé el sobrenom de Sarbar només després del començament de la lluita amb Constantinoble i els perses havien conquistat Calcedònia ja el 615, i no després de la conquesta d'Alexandria (619) com en la cronologia de Teòfil. També hi ha errors en el relat de l'expansió àrab posterior (en concret en la primera fase de les conquestes àrabs a Síria i Egipte), potser a causa de la barreja d'informació de diferents fonts. Fora d'això, Teòfil també mostra moltes concordances amb altres fonts i alguns afegits de confiança.
En l'època següent, a partir de la segona meitat del segle vii, a penes es troben errors en el relat. La crònica es torna més de confiança conforme avança la descripció i transmet informació important sobre els fets a l'Orient Pròxim. El que va succeir més al nord (àrea del Caucas i l'estepa a l'altre costat) o a l'est (Transoxiana) va rebre poca atenció. El punt de mira se centra en la gran lluita entre romans i el califat, així com en els fets polítics interns, com ara les guerres civils àrabs internes. Sembla que Teòfil va voler oferir un relat dels canvis dramàtics a començaments del segle vii. Donada la seua actitud hel·lenòfila, no és pas improbable que es veiés a si mateix, en certa manera, com un seguidor dels historiadors de l'antiguitat tardana. S'enfrontà, però, a una situació de fonts a vegades desfavorable, ja que respecte al passat més llunyà tenia relativament poques informacions a l'abast. Aquesta és, segurament, la raó d'algunes de les discrepàncies existents.
Tot i certes mancances, la crònica de Teòfil és de gran importància per al coneixement de la història d'Orient Mitjà del segle vii i de la primera meitat del s. VIII. Ha servit directament o indirecta de font per a certs autors. Hoyland destaca que l'intercanvi d'informació històrica entre els bàndols cristià i islàmic, ja en el segle viii, no s'ha de subestimar. Això s'aplica sobretot als historiadors cristians que van viure sota el domini islàmic i estigueren en contacte directe amb els musulmans, com ara Teòfil. La considerable tradició historiogràfica dels cristians de parla siriana pot haver influït en els historiadors islàmics.

## Traduccions
- Robert G. Hoyland (ed.): Theophilus of Edessa’s Chronicle and the Circulation of Historical Knowledge in Late Antiquity and Early Islam (Textos traduïts per a historiadors, 57). Premsa de la Universitat de Liverpool, Liverpool 2011. [Traducció a l'anglés de passatges en Theophanes, Agapios, Michael Syrus i la Crònica de 1234 que es diu que es basa en les Cròniques de Teòfil.]